# Tadanari Lee
Tadanari Lee (Tokio, 19. prosinca 1985.) bivši je japanski nogometaš korejskog podrijetla.

## Klupska karijera
Igrao je za FC Tokyo, Kashiwa Reysol, Sanfrecce Hiroshima, Southampton, Urawa Red Diamonds, Yokohama F. Marinos, Kyoto Sanga i Albirex Niigata Singapur.

## Reprezentativna karijera
Za japansku reprezentaciju igrao je od 2011. do 2012. godine. Odigrao je 11 utakmice postigavši 2 pogodaka.
S japanskom reprezentacijom Tadanari Lee je igrao na Azijskom kupu 2011.

## Statistika
| Japan  | Japan | Japan |
| Godina | Nast. | Gol.  |
| ------ | ----- | ----- |
| 2011.  | 10    | 2     |
| 2012.  | 1     | 0     |
| Ukupno | 11    | 2     |

## Vanjske poveznice
- National Football Teams
- Japan National Football Team Database